# Verkhnie Synovydne
Verkhnie Synovydne (ukrainien : Ве́рхнє Синьови́дне) est une commune urbaine de l'oblast de Lviv, en Ukraine. Elle compte 3 326 habitants en 2021.